# Callitula nigriviridis
Callitula nigriviridis är en stekelart som först beskrevs av Girault 1913.  Callitula nigriviridis ingår i släktet Callitula och familjen puppglanssteklar. Inga underarter finns listade.